# Kimberly B. Cheney
Kimberly B. Cheney  (* 25. November 1935 in Manchester, Connecticut) ist ein US-amerikanischer Jurist und Politiker, der von 1973 bis 1975 Vermont Attorney General war.

## Leben
Kimberly B. Cheney wurde in Manchester, Connecticut geboren. Er machte im Jahr 1957 seinen Abschluss am Yale College. Danach diente er in der US Navy und kehrte später an die Yale Law School zurück. Dort machte er im Jahr 1964 seinen Abschluss. Im selben Jahr erhielt er auch seine Zulassung zum Anwalt in Connecticut. Danach zog er nach Vermont, erhielt im Jahr 1967 die Zulassung zum Anwalt in Vermont und im Jahr 1971 die Zulassung zum US Supreme Court.
In Vermont arbeitete er von 1967 bis 1968 als Assistant Attorney General. Als Mitglied der Republikanischen Partei von Vermont wurde er zum District Attorney für das Washington County gewählt. Dieses Amt übte er von 1968 bis 1972 aus. von 1973 bis 1975 war er Attorney General von Vermont. Er war Vorsitzender des Vermont State Labor Relations Board und der American Arbitration Association, gehörte dem Vermont Advisory Committee an und der U.S. Commission of Civil Rights. Er ist Mitglied der Vermont Bar Association und der Association of Trial Lawyers of America.